# Пексидартиніб
Пексидартиніб (англ. Pexidartinib) — лікарський препарат, що продається під торговою маркою «Тураліо» й належить до групи інгібіторів протеїнкінази. Використовується для лікування дорослих із симптоматичною теносиновіальною гігантоклітинною пухлиною, пов'язаною з тяжкою хворобою або функціональними обмеженнями, яка не піддається хірургічному лікуванню. Пексидартиніб блокує активність рецептора колонієстимулюючого фактора-1.
Поширеними побічними ефектами є підвищення рівня лактатдегідрогенази, підвищення рівня аспартатамінотрансферази та аланінамінотрансферази, втрата кольору волосся, та підвищення рівня холестерину. Іншими побічними ефектами препарату є нейтропенія, підвищення рівня лужної фосфатази, лімфопенія, набряк навколо очей, зниження рівня гемоглобіну, висип, дисгевзія та зниження рівня фосфатів у крові. Інструкція щодо призначення пексидартинібу в США містить обрамлене застереження про ризик серйозного та потенційно смертельного ураження печінки.
У серпні 2019 року пексидартиніб схвалено FDA для лікування теносиновіальної гігантоклітинної пухлини. Пексидартиніб доступний у США лише через програму оцінки та пом'якшення ризиків «Тураліо» (REMS). FDA вважає пексидартиніб препаратом першого класу.

## Історія
Схвалення пексидартинібу засноване на результатах багатоцентрового міжнародного клінічного дослідження за участю 120 учасників, 59 з яких отримували плацебо. Первинною кінцевою точкою ефективності був загальний показник відповіді, проаналізований після 25 тижнів лікування. Клінічне дослідження продемонструвало статистично значуще покращення загального показника відповіді в учасників, які отримували пексидартиніб, з показником 38 % порівняно з відсутністю відповіді в учасників, які отримували плацебо. Повний показник відповіді становив 15 %, а частковий — 23 %. Загалом 22 з 23 респондентів, за якими спостерігали щонайменше 6 місяців після початкової відповіді, зберегли свою відповідь протягом 6 або більше місяців, а загалом 13 з 13 респондентів, за якими спостерігали щонайменше 12 місяців після початкової відповіді, зберегли свою відповідь протягом 12 або більше місяців.
FDA задовольнило заявку на отримання статусу пексидартинібу як проривної терапії, статусу орфанного препарату та статусу препарату, що потребує пріоритетного розгляду. FDA надало схвалення препарату «Тураліо» компанії «Daiichi Sankyo».